# Zamenhof (planetoïde)
(1462) Zamenhof is een planetoïde, die is ontdekt door Finse meteoroloog en astronoom Yrjö Väisälä op 6 februari, 1938. Hij heeft een diameter van 27,37 km. De planetoïde is vernoemd naar Ludwik Lejzer Zamenhof, de bedenker van Esperanto.